# Крячок строкатий

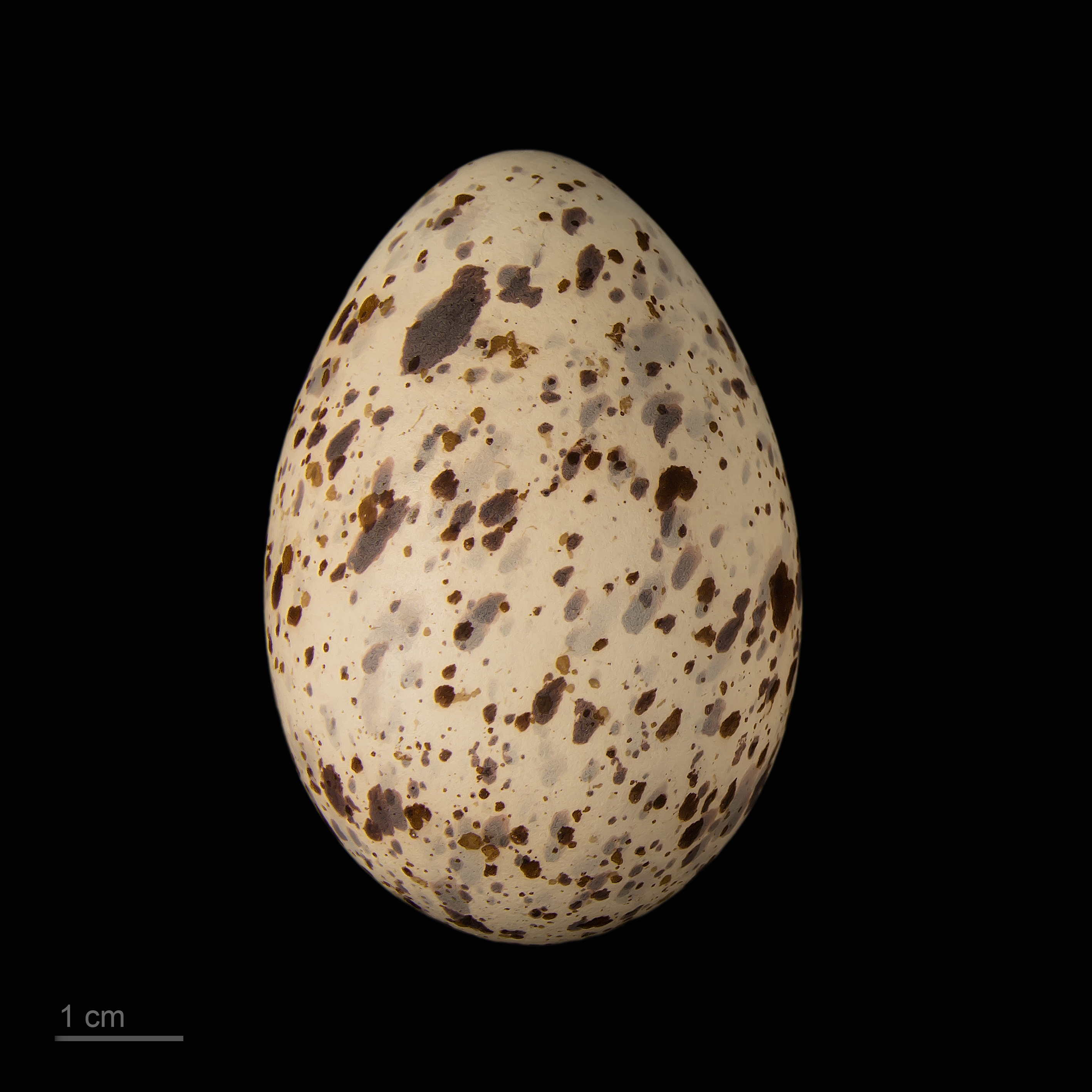
яйце Onychoprion fuscatus — Тулузький музей

Крячок строкатий (Onychoprion fuscatus) — морський птах родини крячкових (Sternidae). Це птах тропічних океанів, що гніздиться на островах по всій екваторіальній зоні Землі.